# Via Salaria

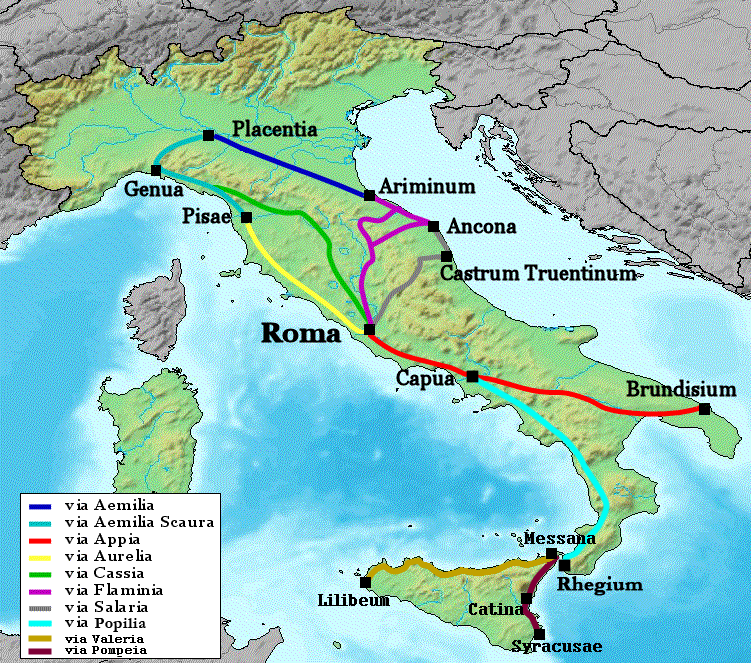
Via Salaria (cu gri).

Via Salaria a fost un drum roman antic în Italia.
El pornea din Roma (de la Porta Salaria a zidului lui Aurelian) la Castrum Truentinum (Porto d'Ascoli), de pe coasta Adriaticii - o distanță de 242 km. Drumul trecea și prin Reate (Rieti) și Asculum (Ascoli Piceno).